# Yaxcopoil (Yaxkukul)
Yaxcopoil, es una localidad del estado de Yucatán, México, perteneciente al municipio de Yaxkukul.

## Toponimia
Yaxcopoil es un toponímico que en idioma maya significa "lugar de los álamos verdes". 

## Demografía
Según el censo de 2005 realizado por el INEGI, la población de la localidad era de 0 habitantes.
| ?                           | 11 | 11 | 12 | 1 | 7 | 2 | 5 | 0 | 0 |
| (Fuente: INEGI [Consultar]) |    |    |    |   |   |   |   |   |   |

## Galería

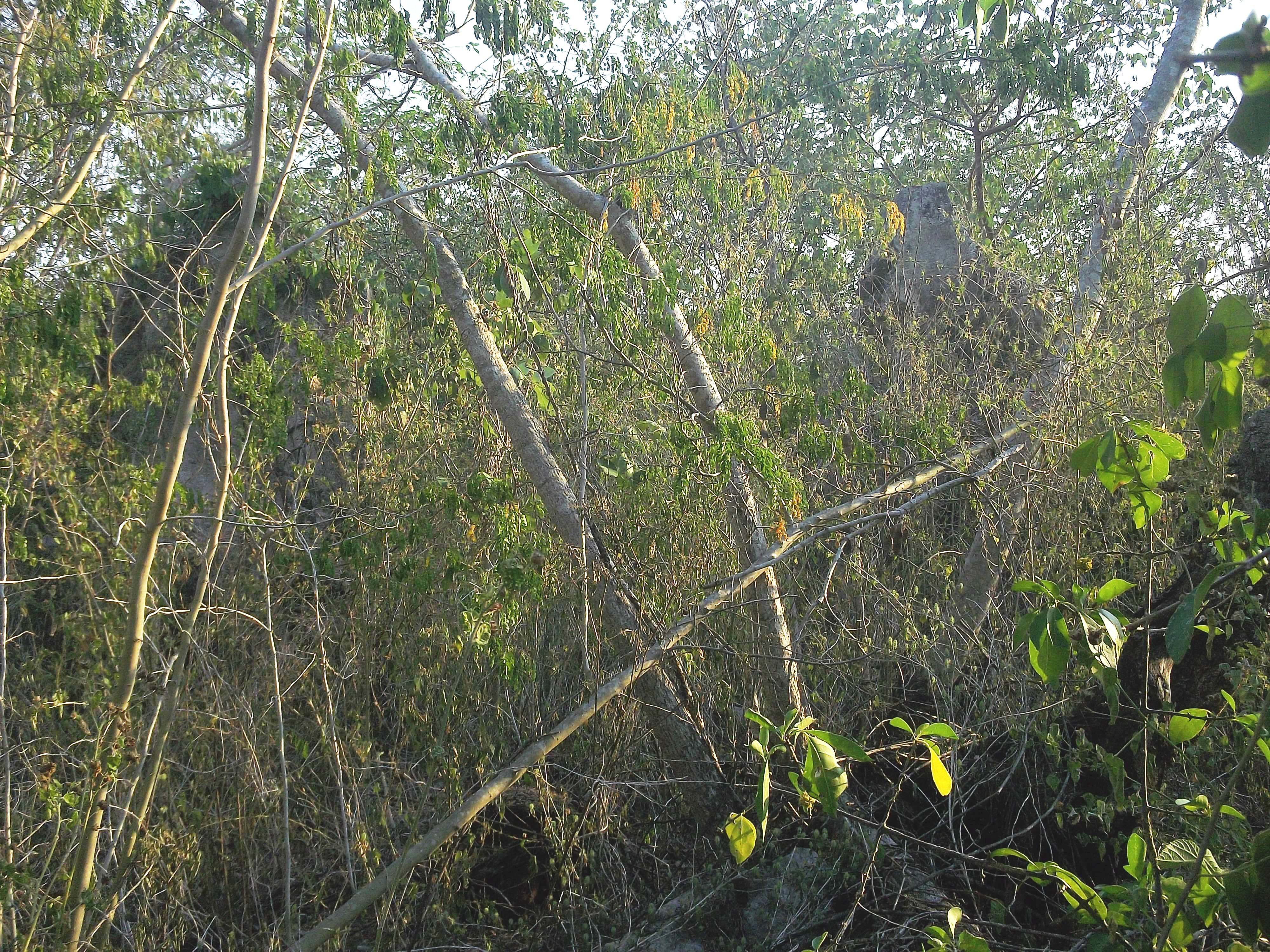
Entrada de Yaxkopoil.
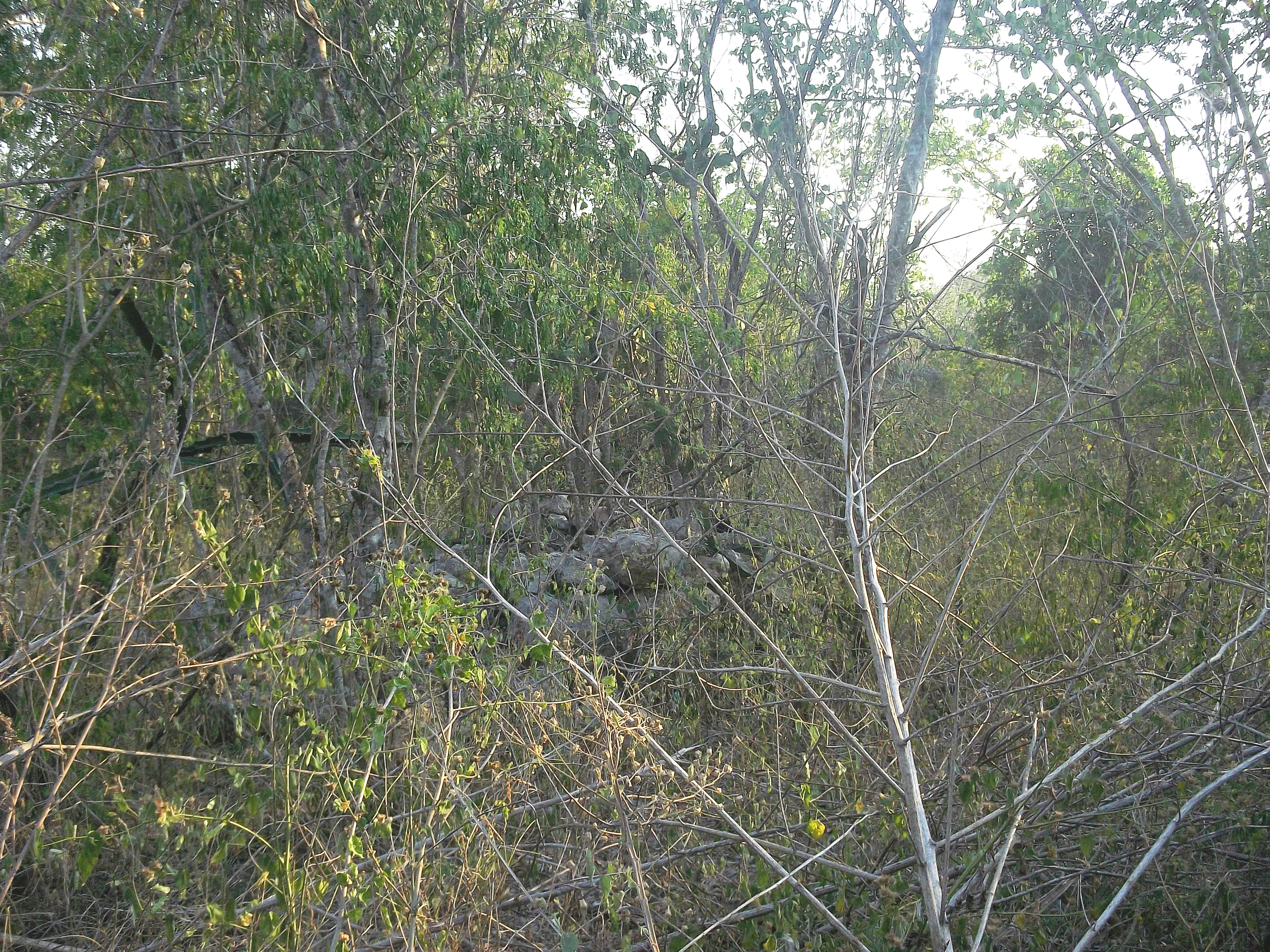
Vista de Yaxkopoil.
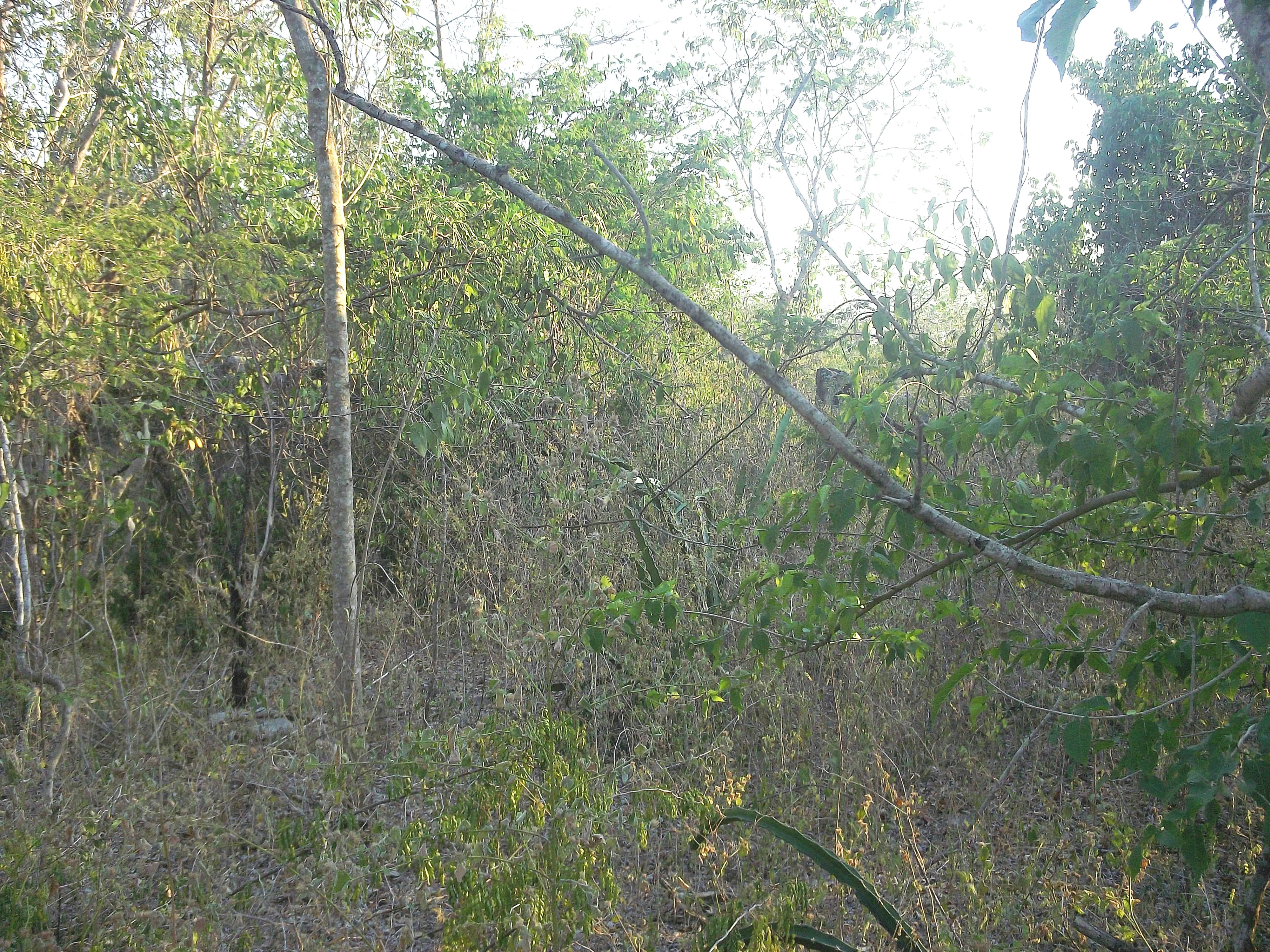
Vista de Yaxkopoil.
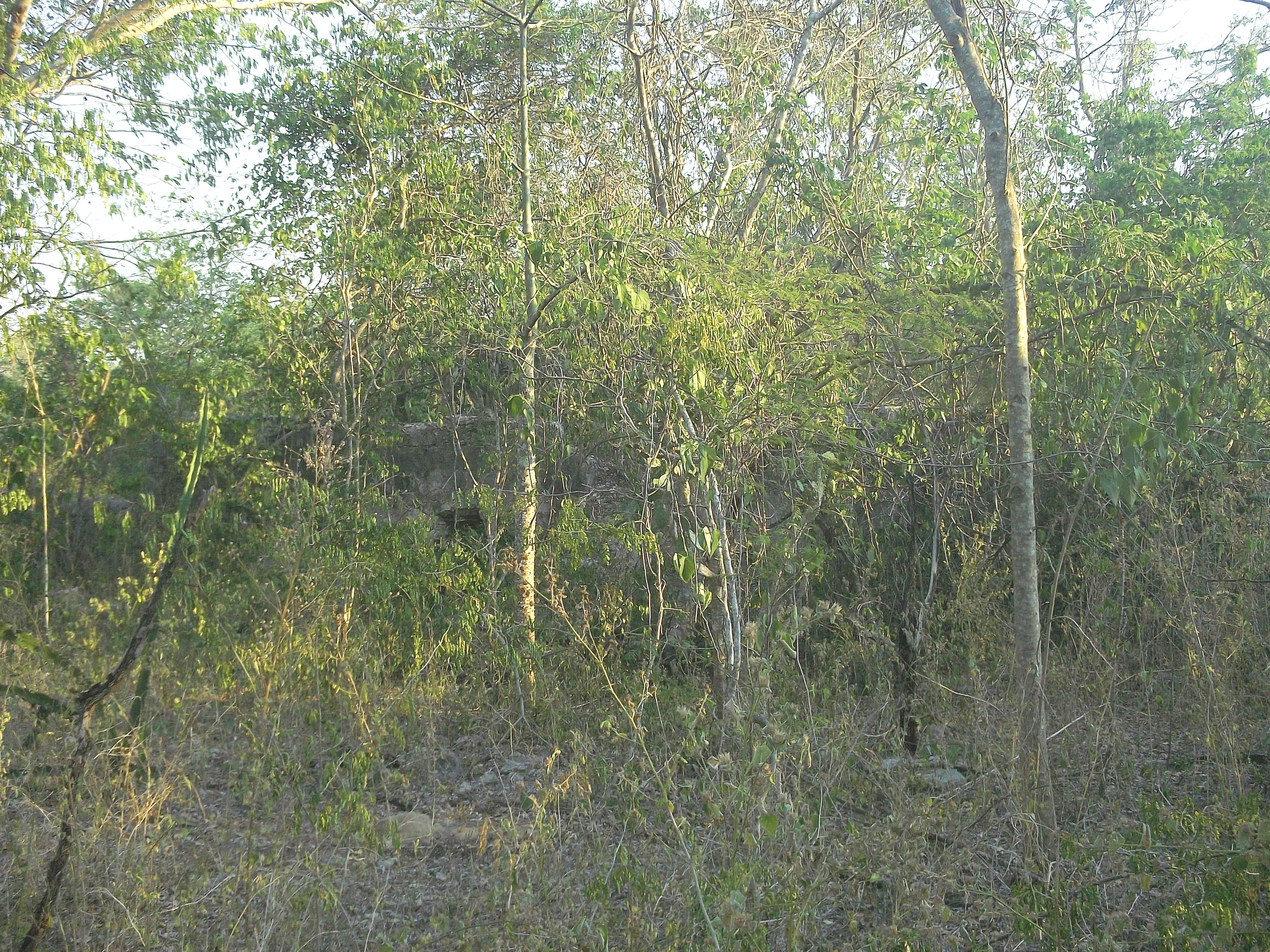
Vista de Yaxkopoil.
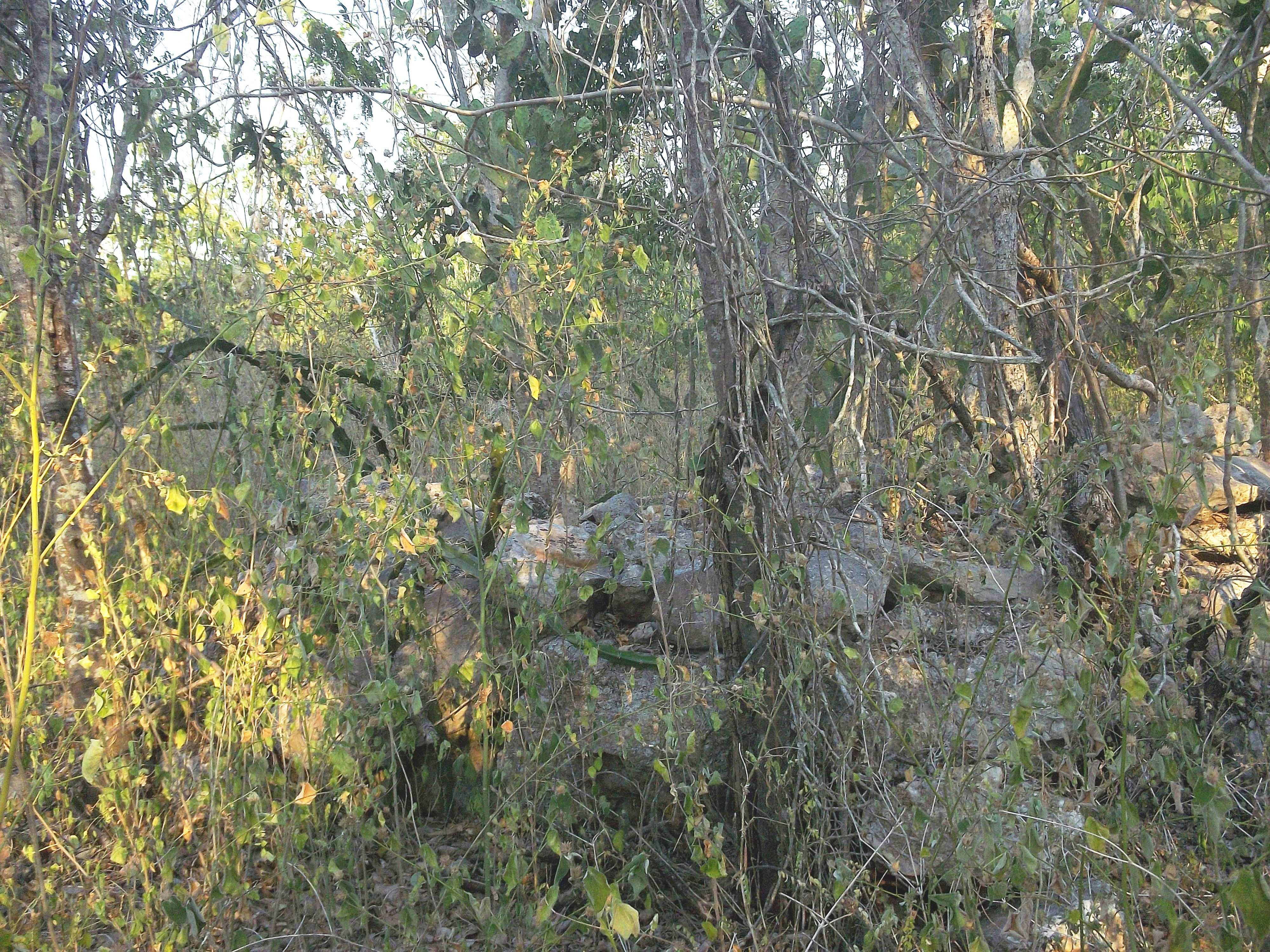
Vista de Yaxkopoil.
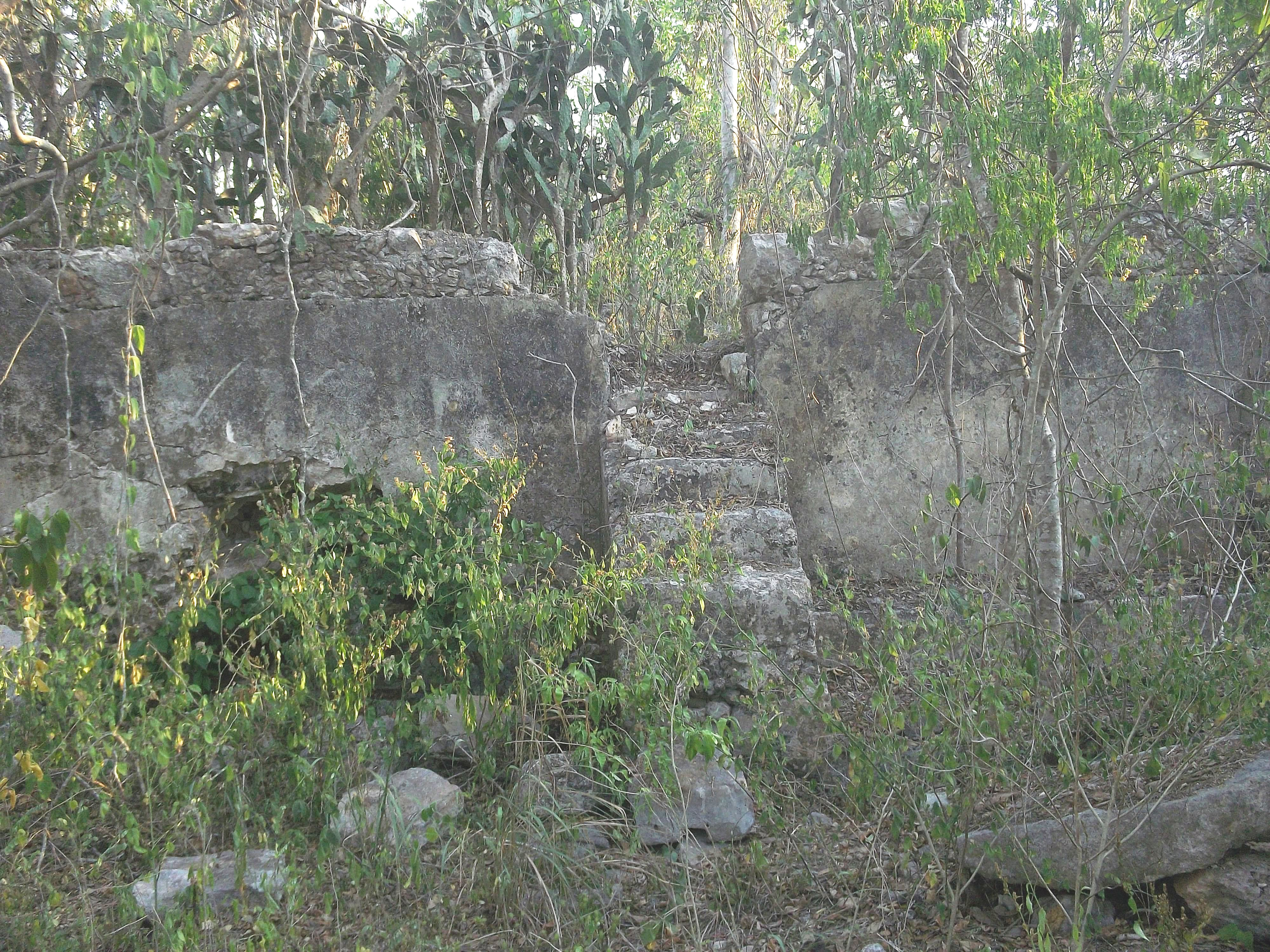
Noria de Yaxkopoil.
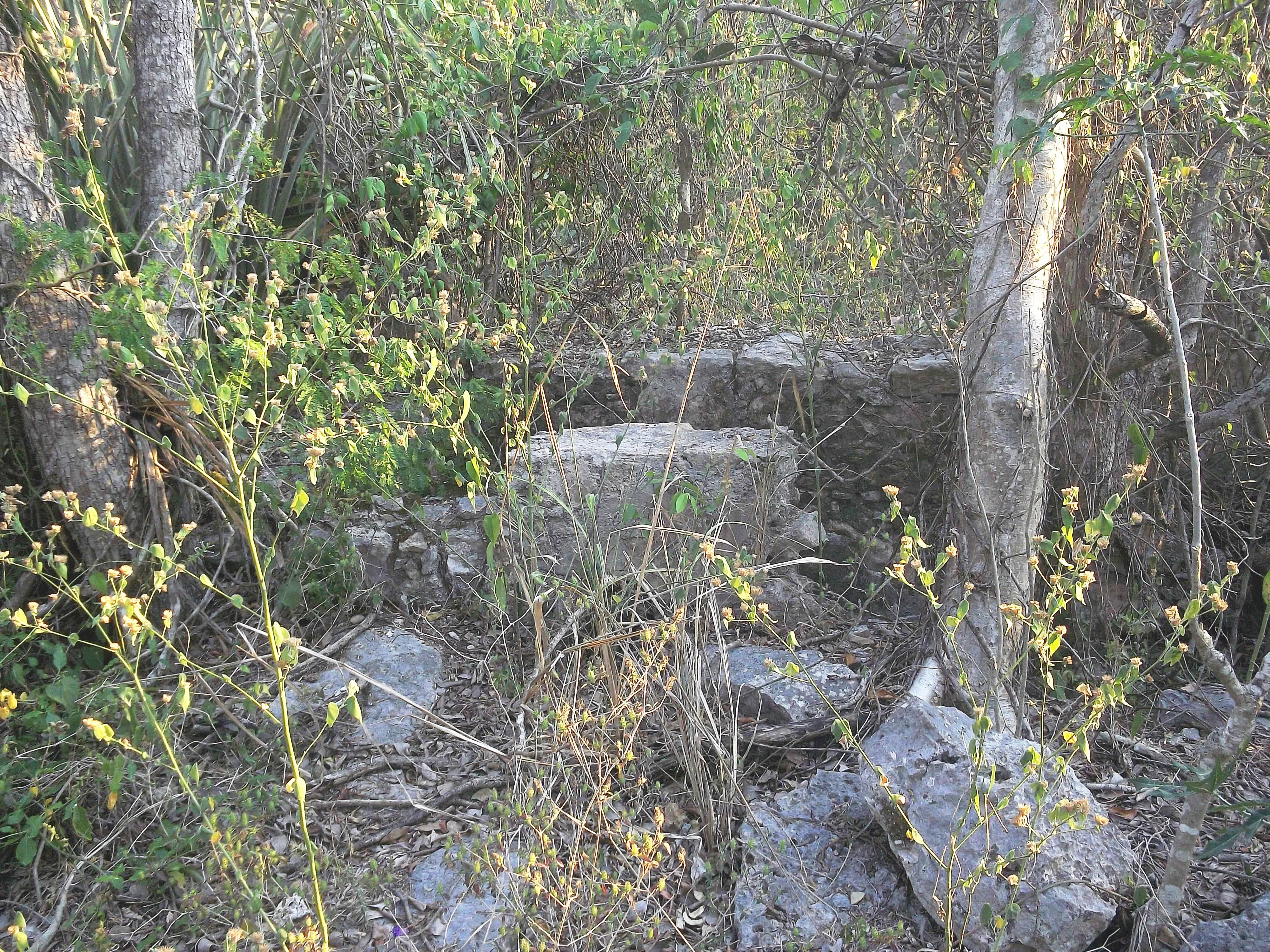
Noria de Yaxkopoil.
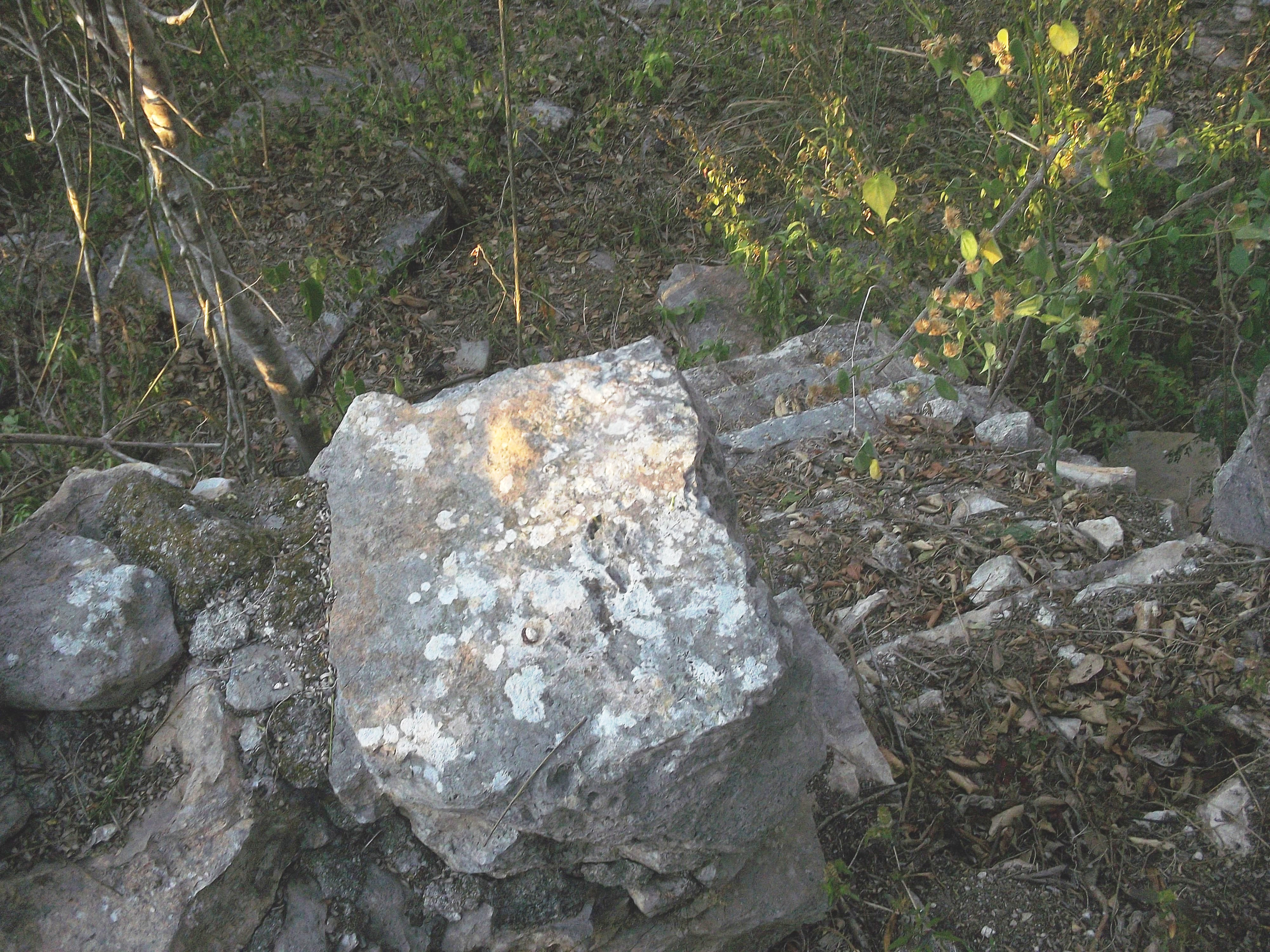
Noria de Yaxkopoil.
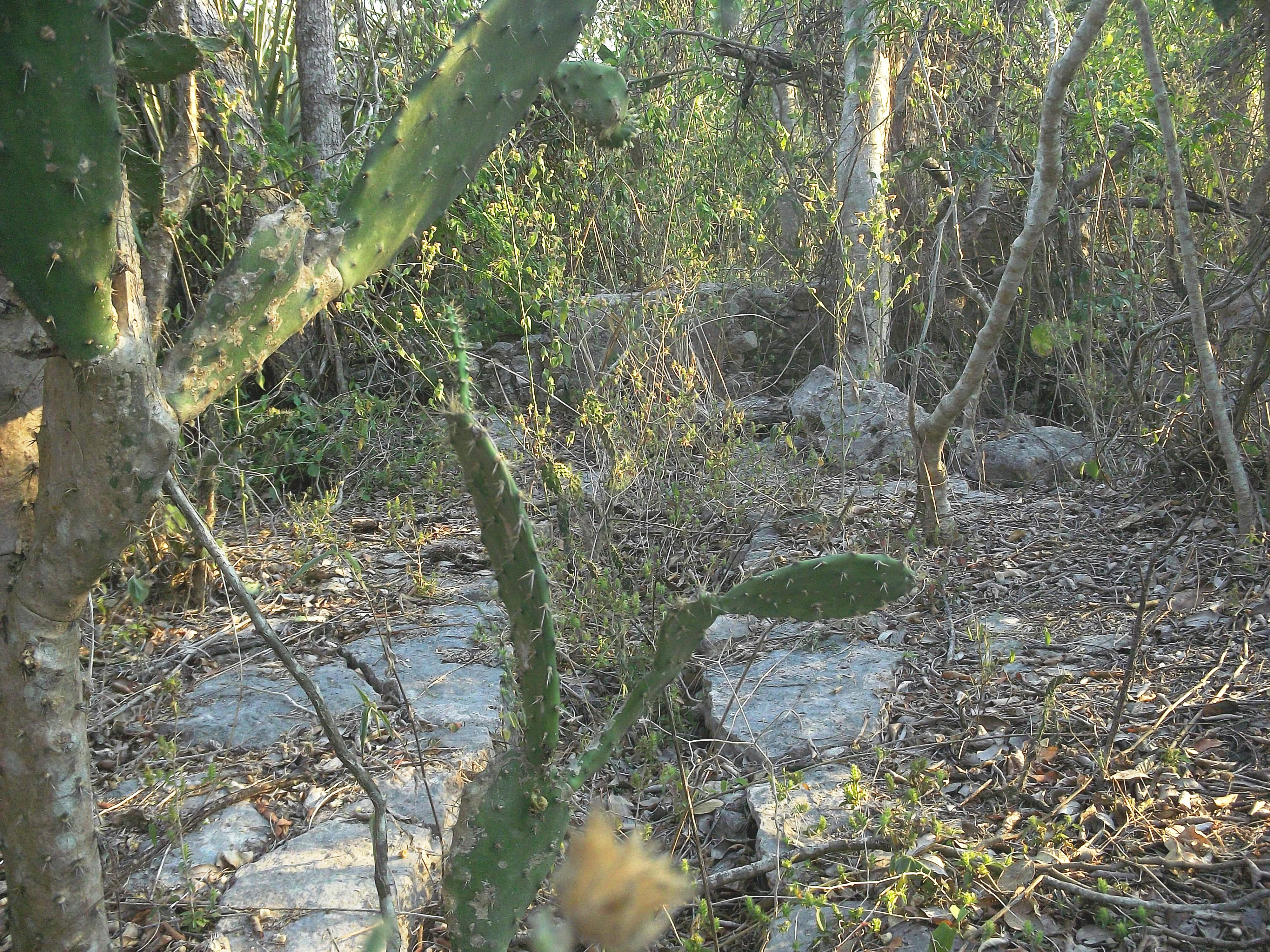
Noria de Yaxkopoil.
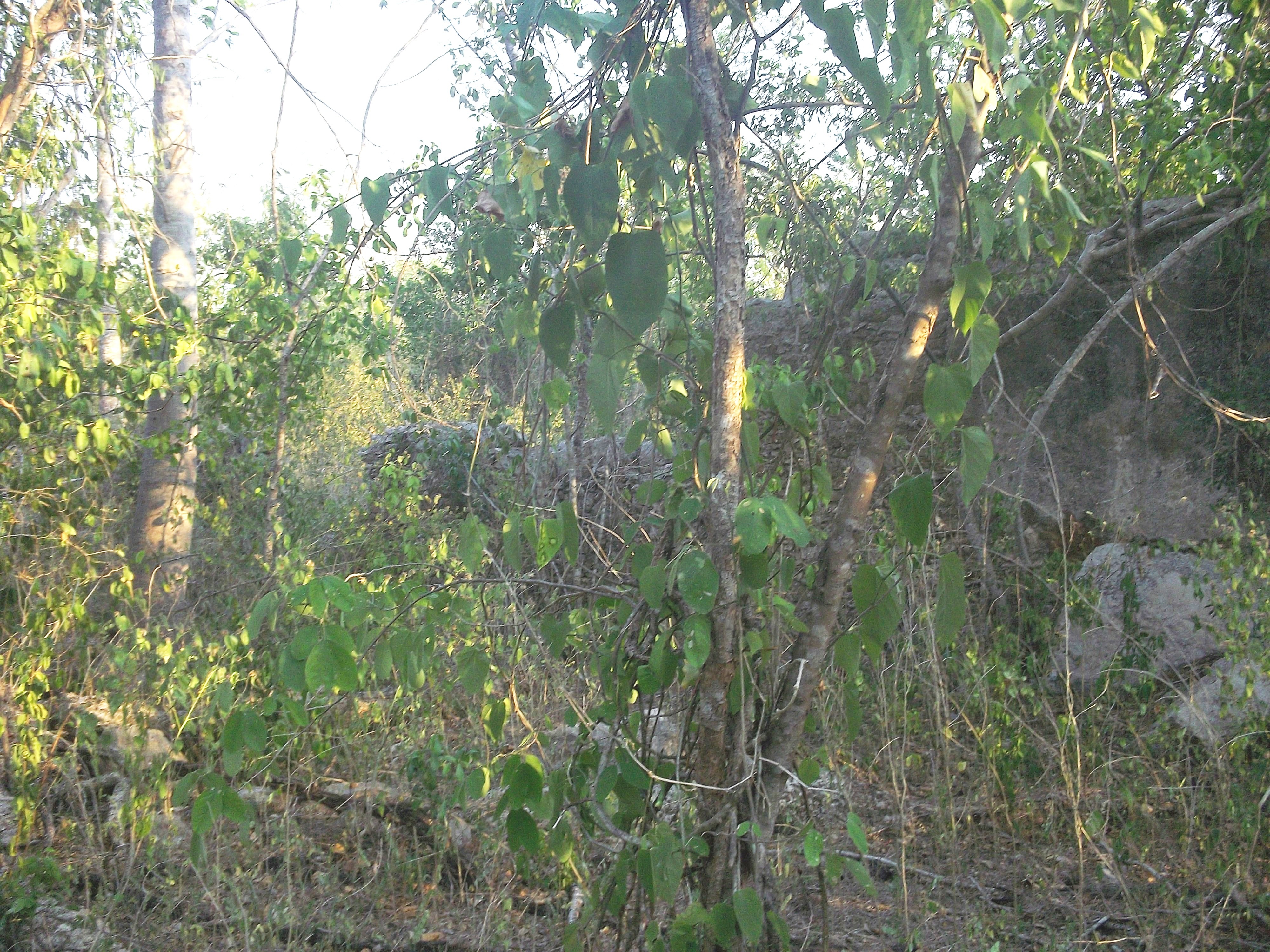
Vista de Yaxkopoil.
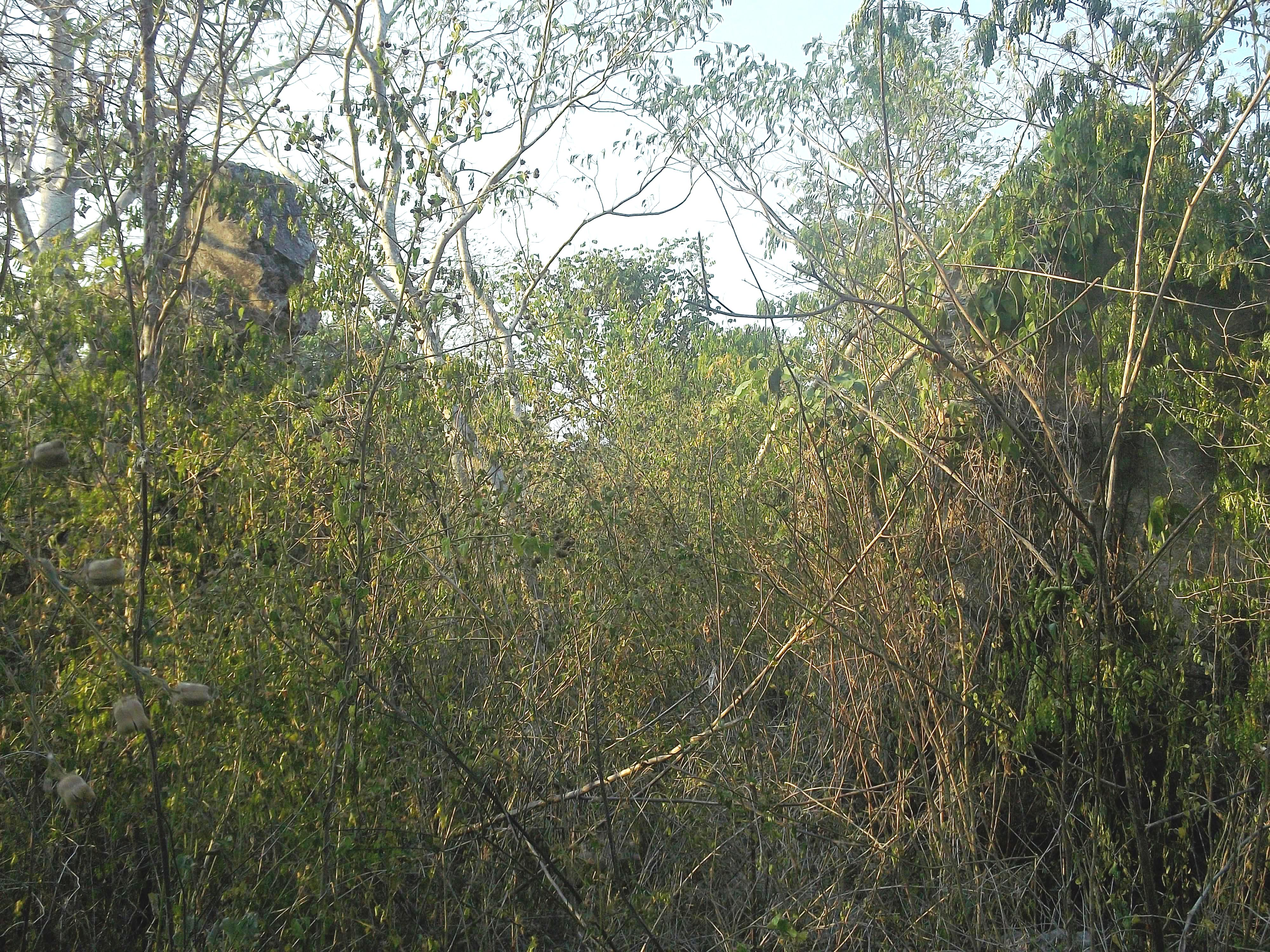
Entrada de Yaxkopoil.